# El viaje a ninguna parte
El viaje a ninguna parte är en spansk dramakomedi från 1986 i regi av Fernando Fernán Gómez.
Filmen är baserad på Fernán Gómez roman med samma namn.

## Utmärkelser
Filmen vann Goyapriset för bästa film 1987. Fernán Gómez vann även pris för bästa regi och bästa originalmanus.

## Rollista i urval
- José Sacristán - Carlos Galván
- Laura del Sol - Juanita Plaza
- Juan Diego - Sergio Maldonado
- María Luisa Ponte - Julia Iniesta
- Gabino Diego - Carlos Piñeiro
- Fernando Fernán Gómez - Don Arturo
- Carmelo Gómez - Mozo